# Bengalia taiwanensis
Bengalia taiwanensis är en tvåvingeart som beskrevs av Fan 1965. Bengalia taiwanensis ingår i släktet Bengalia och familjen spyflugor.
Artens utbredningsområde är Taiwan. Inga underarter finns listade i Catalogue of Life.